# Wellenreiter.tv
wellenreiter.tv war eine inhabergeführte Fernsehproduktionsfirma mit Sitz in Köln, die 1996 gegründet wurde und bis 2017 als selbständiges Unternehmen bestand. Das Unternehmen beschäftigte zuletzt etwa 50 feste Mitarbeiter und wurde von den beiden Gründern und Inhabern Arne Merten und Alessandro Nasini geführt. wellenreiter.tv produzierte Shows, Factual Entertainment, Dokumentationen und Reportagen für alle deutschen Fernsehsender und war Mitglied der „Allianz Deutscher Produzenten“.
Zum 1. Juli 2017 haben die Produktionsunternehmen Bavaria Entertainment GmbH und wellenreiter.tv GmbH ihre Geschäftsbetriebe verschmolzen. Der Marktauftritt erfolgt seitdem als Bavaria Entertainment. Sitz des gemeinsamen Unternehmens ist weiterhin Köln.

## Unterhaltung (Auswahl)
- Da kommst Du nie drauf! – Fernsehquiz mit Johannes B. Kerner (ZDF, 2017)[6]
- Mich täuscht keiner! (Fernsehshow mit Dirk Steffens, ZDF, 2015–2017)[7]
- Schrott or not? – mit Johannes Büchs und Laura Kampf (KiKA, 2017)[8]
- Stadt, Land, Lecker – Kochsendung mit Johann Lafer, Nelson Müller und Alexander Herrmann, Moderation: Elena Uhlig (ZDF, 2016; 2017)[9]
- Ausgerechnet – mit Daniel Aßmann (WDR Fernsehen, 2015–2017)
- Das Tausch-Duell – mit Thorsten Schorn, Yvonne Willicks und Susan Link (WDR Fernsehen. 2016)
- Flohmarkt-Duell – mit Daniel Aßmann und Trödelexperte Markus Siepmann (WDR Fernsehen. 2016)
- Ich will Liebe – Jeannine Michaelsen und Simon Beeck (WDR Fernsehen, 2016)
- Mit Bock durchs Land (WDR Fernsehen, 2015–2016)
- Das große Schlüpfen – Liveshow mit Johannes B. Kerner (ZDF, 2015)[10]
- Frau Heinrich kommt – Fernsehshow mit Sabine Heinrich (WDR Fernsehen, 2013–2015)
- Lecker Backen – Der Wettbewerb – mit Markus Podzimek und Yvonne Willicks (WDR Fernsehen. 2014–2015)
- Die Haushaltsprofis – mit Silvia Frank und Florian Weber (SWR, 2015)
- Mission Mittendrin (EinsPlus, 2012–2013)

## Reportagen und Dokumentationen (Auswahl)
- In der Schuldenfalle – zwischen Pfändung und Gerichtsvollzieher (ZDFinfo, 2017)[11]
- Wenn die Liebe ertrinkt – Mein Mann, der Alkohol und ich (ZDF, 37 Grad, 2016)[12]
- Im Auftrag meiner Enkel – Norbert Blüm erkundet die Zukunft (WDR Fernsehen, 2015)[13]
- Ohne Geld kleine Welt – Kinder im sozialen Abseits (ZDF, 37 Grad, 2013)
- Sowas wie Glück – Eine Reise mit Anke Engelke (Das Erste, 2013)
- Verschuldete Eltern – Wenn Geldnot die Familie bedroht (Das Erste, 2012)
- Zum Leben zu wenig – wenn die Rente nicht mehr reicht (ZDF, 37 Grad, 2012)
- Papa sitzt – Wenn Eltern ins Gefängnis kommen (ZDF, 37 Grad, 2011)
- Mama ist anders – Mütter mit geistiger Behinderung (ZDF, 37 Grad, 2009)

## Fernsehdokumentationen (Auswahl)
- Deutschland, Deine Marken – (ZDFinfo, 2016)
- grün & schön – mit Andrea Ballschuh und Mick Wewers (ZDFinfo, 2015)
- Achtung, Camper! (ZDFinfo, 2015)
- Familienerbe NRW – Seit Generationen im Geschäft (WDR Fernsehen, 2011–2014)
- Auf der Suche – Trilogie (WDR Fernsehen, 2013)
- Job im Gepäck – Arbeiten im Ausland (WDR Fernsehen und Das Erste, 2012)
- Fürstliches NRW (WDR Fernsehen, 2012)
- Wir sind Deutschland (SWR Fernsehen, 2012)

## Servicesendungen (Auswahl)
- Wohnen & Design – mit Ann-Kathrin Otto und Mick Wewers (ZDF, Volle Kanne)
- Aufmacherthemen (WDR Fernsehen, Servicezeit)
- Tech-Doc – mit Marco Bagic (ZDF, WISO)
- Einfach fit! – mit Mario Klintworth (WDR Fernsehen, Servicezeit)
- Hausbesuche (ZDF, Volle Kanne)
- Festgenagelt (ZDF, Volle Kanne)